# Aire coutumière Ajië-Aro
Ajië-Aro est une aire coutumière de Nouvelle-Calédonie. Elle se situe au centre de la Grande Terre, à cheval sur les Provinces Nord et Sud, comprend les communes de Bourail, Houaïlou, Moindou et de quatre tribus sur les six de Poya. Les langues kanak qui y sont parlées appartiennent au groupe centre, mais aucune ne dépasse les 600 locuteurs, à l'exception de l'ajië parlé à Houaïlou par plus de 4 000 personnes (c'est l'une des quatre langues ouvertes à l'enseignement).